# Vincent Lingiari
Vincent Lingiari (* 13. Juni 1908; † 21. Januar 1988) war ein australischer politischer Aktivist für die Rechte der Aborigines, der für seine Verdienste mit dem Order of Australia ausgezeichnet wurde. Er war Mitglied des Gurindji-Aborigines im Northern Territory im Distrikt Victoria River. Lingiari führte den Wave Hill Walk-off an, der auch Gurindji-Strike genannt wird. Durch diesen Streik, der sich zunächst gegen die soziale Lage und gegen den geringen Löhne der Stockmann-Gurindje-(Viehtreiber) richtete und sich zu einer Landrechtsbewegung für Aborigines entwickelte, die große Bedeutung für Australien hatte, wurde erreicht, dass das Land der Gurundji durch den Commonwealth of Australia zurückgegeben wurde.

## Wave Hill Walk-Off
Die Wave Hill Cattle Station, die ungefähr 600 Kilometer im Süden von Darwin im Northern Territory liegt, wurde im späten 19. Jahrhundert von der britischen Landwirtschaftsgesellschaft Vesteys betrieben. Vesteys beschäftigte Gurindji am Wave Hill. Die Arbeitsbedingungen waren für die Aborigines im Vergleich zu den Nicht-Aborigines extrem schlecht und die Löhne sehr niedrig.
Im Jahre 1966 arbeitete Lingiari, ein Kadijeri-Aborigines, am Wave Hill als Viehtreiber. Als er nach einem Krankenhausaufenthalt in Darwin zurückkam, führte er die Beschäftigen von Wave Hill am 22. August 1966 in ihrem Protest gegen die Arbeits- und Lohnbedingungen an. Da dort Strafanzeigen über mehrere Jahre von Arbeitern der Aborigines über die Konditionen am Wave Hill gestellt worden waren, inklusive einer Untersuchung während der 1930er Jahre, die die Arbeitspraktiken von Vesteys kritisierten, richtete sich der Walk-Off auf ein größeres Ziel als nur auf Vesteys aus.
Bis zum Jahre 1968 war es verboten, Arbeitern der Aborigines mehr als einen bestimmten Betrag Geld zu bezahlen und Waren auszuhändigen. In vielen Fällen begünstigte die Regierung Siedlergesellschaften, die Geld auf deren Konten einzahlte und nicht direkt an die Aborigines.
Die Protestierenden errichteten das Wattie Creek Camp und verlangten die Rückkehr einiger auf ihr angestammtes Land. Damit begann der lange Jahre andauernde Kampf der Gurindji um einen Rechtstitel auf ihr Land.

### Land Rights Act
Der Streik am Wave Hill gefährdete die Beziehungen zwischen Aborigines und anderen Gemeinschaften und obwohl er als eine Aktion für die Arbeiterrechte begann, wurde er bald zu einer zentralen bundesstaatlichen Angelegenheit, als die Gurindji ihre traditionellen Landrechte einforderten.
Der Streik dauerte acht Jahre und in dieser Zeit wuchs die Unterstützung für die Rechte der Aborigines und auch der Kampf intensivierte sich. Möglicherweise führte er letztendlich dazu, dass der Commonwealth Land Rights Act im Northern Territory 1976 erlassen wurde. Dieser Rechtsakt gab den Aborigines einen Eigentumstitel auf traditionelles Land im Northern Territory und, bemerkenswerterweise, eine Einspruchsmöglichkeit gegen Bergbau und Entwicklung dieser Gebiete. Die Größe ihres traditionellen Landes betrug etwa 3250 Quadratkilometer, davon erhielten sie 1295 Quadratkilometer zurück.
Ein bedeutendes und symbolisches Ereignis in der australischen Geschichte – während einer emotionalen Zeremonie im Jahre 1975 – war die Übergabe von lokalem Sand durch den Premierminister Gough Whitlam in die Hände von Vincent Lingiari, als er die Wave Hill Station an die Gurindji zurückgab.

### Wave Hill Walk Off Route
Am 9. August 2007 stellte die australischen Bundesregierung durch Malcolm Bligh Turnbull, Minister für Environment und Water Resources, die Wave Hill Walks Off Route unter nationalen Denkmalschutz in der Australian National Heritage List. Es handelt sich um ein Gebiet von etwa 300 ha zwischen Wave Hill Homestead und Daguragu. 
Die australische Bundesregierung (Commonwealth) gab in ihrer Erklärung an, dass dieses Gebiet das erste Land war, das der Commonwealth den Aborigines zurückgegeben hat, was das Recht der Aborigines auf ihre Identität, Tradition und Land dokumentiert.

### Vincents Erbe
Vincent Lingiari starb am 21. Januar 1988. Jedes Jahr davor nahm er an der jährlichen Walk-Off-Veranstaltung anlässlich der Land-Rückübereignung an die Gurindji teil.
Vincent Lingiari war für die Gurindji ein Führer und eine Kulturautorität. Sein Kampf für die Rechte dieses Aborigine-Volkes machte ihn zum Treuhänder und Eigentumsverwahrer ihres Landes. Seine Leistungen für ihre Rechte, Kultur und Sprache machten ihn zu einem nationalen Symbol.
Vincent Lingiari ging in Konfrontation zu einer enormen wirtschaftlichen und politischen Macht, die gegen ihn und die Gurindji aufmarschierte. Als er dies unternahm, errang er einen Sieg in der Geschichte, der für die Anerkennung der Aborigines, ihrer allgemeinen Rechte und Bestätigung ihrer Landrechte, ihrer Fähigkeit, Recht, Sprache und Kultur zu praktizieren, große Bedeutung hat.
Der zweitgrößte australische Wählerkreis ist nach Lingiari benannt. Die Division of Lingiari umfasst nahezu das gesamte Northern Territory sowie die Weihnachtsinsel und die Kokosinseln. Des Weiteren gibt es eine Lingiari-Stiftung, deren Direktor Patrick Dodson im Jahre 2008 mit dem Sydney-Friedenspreis ausgezeichnet wurde. 
Seit dem Jahre 1996 werden die Vincent Lingiari Memorial Lectures veranstaltet, auf denen beispielsweise Sir William Deane (1996), Patrick Dodson (1999), Malcolm Fraser (2000) auftraten.
Die Geschichte von Vincent Lingiari wird in dem Song From Little Things Big Things Grow dargestellt, die Paul Kelly geschrieben sowie wiedergegeben und von einem Aborigines-Musiker Kev Carmody gesungen wird.